# Анђелара
Анђелара је насеље у Италији у округу Салерно, региону Кампанија.
Према процени из 2011. у насељу је живело 457 становника. Насеље се налази на надморској висини од 446 м.